# Обложківська сільська рада
Обло́жківська сільська́ ра́да — колишній орган місцевого самоврядування у Глухівському районі Сумської області. Адміністративний центр — село Обложки.

## Загальні відомості
- Населення ради: 857 осіб (станом на 2001 рік)

## Населені пункти
Сільській раді підпорядковані населені пункти:
- с. Обложки

## Склад ради
Рада складається з 12 депутатів та голови.
- Голова ради: Гапоненко Олександр Михайлович
- Секретар ради: Гончаренко Ірина Геннадіївна

### Керівний склад попередніх скликань
| Прізвище, ім'я, по батькові    | Основні відомості                                                               | Дата обрання | Дата звільнення |
| ------------------------------ | ------------------------------------------------------------------------------- | ------------ | --------------- |
| Гапоненко Олександр Михайлович | Сільський голова, 1972 року народження, освіта середня спеціальна, безпартійний | 26.03.2006   | 31.10.2010      |
| Гапоненко Олександр Михайлович | Сільський голова, 1972 року народження, освіта середня спеціальна, безпартійний | 31.10.2010   |                 |

Примітка: таблиця складена за даними сайту Верховної Ради України